# Мікеліс Редліхс
Мікеліс Редліхс (латис. Miķelis Rēdlihs; 1 липня 1984, м. Рига, Латвія) — латвійський хокеїст, правий нападник. Виступає за «Локомотив» (Ярославль) у Континентальній хокейній лізі. 

## Спортивна кар'єра
Виступав за «Призма» (Рига),  ХК «Рига 2000», ХК «Бйорклевен», «Юність» (Мінськ), «Металург» (Жлобин), «Динамо» (Рига).
У складі національної збірної Латвії учасник зимових Олімпійських ігор 2006 і 2010 (9 матчів, 2+0), учасник чемпіонатів світу 2005, 2006, 2007, 2008, 2009, 2010, 2011 і 2012 (45 матчів, 4+12). У складі молодіжної збірної Латвії учасник чемпіонатів світу 2002 (дивізіон II), 2003 (дивізіон I) і 2004 (дивізіон I). У складі юніорської збірної Латвії учасник чемпіонатів світу 2001 (дивізіон I) і 2002 (дивізіон I).
Брати: Єкабс Редліхс і Кріш'яніс Редліхс.
Досягнення
- Володар Континентального кубка (2007).